# FKL
FKL, съкратено от сръбски: Fabrika kotrljajućih ležajeva i kardana, е завод за търкалящи лагери и кардани, който се намира в Темерин, Сърбия.

## История
На 18 ноември 1961 г. предприятие, наречено „Кооперация за металообработване и производство“ – „METALUM”, бива създадено с цел производство на части за превозни средства и трактори, което също така изпълнява всички видове услуги в сферата на металообработването.
На 3 февруари 1965 г. името на предпиятието бива променено на „Завод за търкалящи лагери и кардани, Темерин“ или по-съкратено „FKL“. Оттам насетне главната производствена програма на завода бива насочена към производството на лагери. Това е началото на активното развитие на основния бизнес на компанията: процеси на металообработка, термична обработка, механична обработка и сглобяване на лагерите. Компанията също така започва да се занимава и с ремонт, поддръжка и тестване на лагери.
От 1975 г. предприятието се отдава напълно на производството на лагери и кардани.
Между 1980 и 1990 г. заводът започва да се развива бързо и придобива ново модерно оборудване. През този период биват закупени многошпинделни машини и CNC обработващи машини.
През 1986 г. фабриката бива преместена в ново производствено помещение в индустриалната зона на Темерин, където две нови модерни фабрики биват построени с обща площ 25000 m².
От 1987 г. до 1988 г. FKL се сдобива с AICHELIN пещи, които служат за термична обработка на гривни за лагерите.
През 1990 г. FKL става АД.
През 2009 г. започва процесът на приватизация.
През 2015 г. процесът на приватизация приключва. Днес FKL е 100% частна компания.
През 2017 г. FKL става основния снабдител за лагери на фабриката за комбайни Rostselmash, Llc – Русия.
През 2018 г. компанията се променя от АД на ООД.

## FKL днес
FKL Темерин е фабрика, специализирана в производството на лагери и лагерни кутии за селскостопански машини. Тя е една от малкото фабрики с цялостен производствен процес на лагери, включващ разработване, термична обработка, производство на гривни за лагери, механична обработка, полиране и сглобяване на лагерите. Фабриката има около 700 работници и 90% от производството бива изнасяно на световния пазар, главно в Европа, Русия, Украйна, САЩ, Нова Зеландия, Турция и Египет. Производствената програма на FKL включва повече от 5000 вида различни типове лагери, които имат различно приложение и спецификации. Фабриката е сертифицирана по: ISO 9001:2015, ISO 14001:2015, OHSAS 18001:2007. Предприятието непрекъснато разработва нови продукти и подобрява технологията и качеството на производството. Освен това тя си сътрудничи с община Темерин, сръбската търговска камара и гимназията „Лукиян Мушицки“, където биват обучавани ученици в изкуството на металообработката. FKL също участва в проекта „Темпус“ в сътрудничество с Машинно-техническия факултет в Белград, а съвместно с преподаватели от Техническия факултет в гр. Нови Сад е публикувано ръководство, озаглавено „Технологии за обработка и машинни системи за струговане и шлифоване“.

## Производствена програма на FKL
1. Стандартна производствена програма
- Лагери със сферична външна гривна;
- Лагери сачмени;
- Лагерни тела;
- Лагери с лагерни тела.

2. Специална програма за земеделско приложение
- Лагери за дискови брани;
- Лагери за сеялки;
- Лагери за култиватори;
- Лагери за комбайни;
- Аксиални лагери;
- Други специални лагери.

3. Програма за кардани
- Земеделски машини;
- Индустрия;
- Превозни средства.